# نیروگاه برق آبی سماواتنا
نیروگاه برق آبی سماواتنا (به لاتین: Småvatna Hydroelectric Power Station) یک نیروگاه برقابی در نروژ است که در Kvænangen واقع شده‌است.